# NGC 673
NGC 673 is een spiraalvormig sterrenstelsel in het sterrenbeeld Ram. Het hemelobject werd op 4 september 1786 ontdekt door de Duits-Britse astronoom William Herschel.

## Synoniemen
- PGC 6624
- UGC 1259
- MCG 2-5-33
- ZWG 437.30
- IRAS01457+1116